# Choerades tenebraus
Choerades tenebraus là một loài ruồi trong họ Asilidae. Choerades tenebraus được Esipenko miêu tả năm 1974.